# Estação Zócalo
A Estação Zócalo/Tenochtitlan é uma das estações do Metrô da Cidade do México, situada na Cidade do México, entre a Estação Allende e a Estação Pino Suárez. Administrada pelo Sistema de Transporte Colectivo, faz parte da Linha 2.
Foi inaugurada em 14 de setembro de 1970. Localiza-se na Praça da Constituição. Atende o bairro do Centro, situado na demarcação territorial de Cuauhtémoc. A estação registrou um movimento de 26.678.428 passageiros em 2016.